# Valéria Monteiro
Valéria Meirelles Monteiro (Belo Horizonte, 26 de março de 1965) é uma jornalista, modelo, atriz, apresentadora de televisão e política brasileira filiada ao PSD.

## Biografia
Modelo e bailarina, iniciou a carreira de jornalista em Campinas, na TV Princesa d'Oeste. Depois, entrou na TV Campinas, hoje EPTV. Em 1986 foi contratada pela Rede Globo, para apresentar o RJTV, depois atuou como âncora do Fantástico entre 1988 e 1991, em seguida comandou o Jornal Hoje.
Foi a primeira mulher a apresentar o Jornal Nacional em 1992. Em 1993 voltou ao Fantástico. Em janeiro de 1994, foi capa da revista Playboy. Em 1995 foi apresentadora do GNT Fashion. Depois atuou como atriz na minissérie Incidente em Antares. Em 1996 teve uma breve passagem pela Rede Manchete. Mudou-se para Nova Iorque com a filha Vitória, fruto da união com o diretor de telenovelas Paulo Ubiratan (morto em 1998 em decorrência de um infarto).
Valéria também foi casada com um corretor de imóveis de nome Justin Kaufman, quando morava nos Estados Unidos da América. Atualmente, a apresentadora está solteira.
Nos Estados Unidos, trabalhou para o Discovery, Bloomberg (canal de notícias) e NBC. Voltou ao Brasil em 1999, contratada pela RedeTV!, onde apresentou a primeira fase do programa A Casa É Sua. Seu último trabalho na televisão foi como garota-propaganda da campanha eleitoral de José Serra.
Atualmente é dona de uma produtora independente chamada Toda América, e apresenta o programa Mondo na emissora de rádio carioca Paradiso FM.
Em 2014, fez uma participação especial no seriado Dupla Identidade no papel de uma âncora de televisão. E em 19 de maio de 2014, volta à TV para comandar o programa O Show da Vida É Fantástico no Canal Viva. Também atuou no filme Histórias Íntimas, produção que conquistou em 2014 um prêmio no 7º Los Angeles Brazilian Film Festival e conta a história da sexualidade no país desde os tempos do Brasil Colônia.

## Filmografia
| Ano       | Nome                 | Função/Papel           | Emissora     |
| --------- | -------------------- | ---------------------- | ------------ |
| 1987-1990 | RJTV                 | Apresentadora          | TV Globo Rio |
| 1988-1993 | Fantástico           | Apresentadora          | Rede Globo   |
| 1991-1992 | Jornal Hoje          | Apresentadora          | Rede Globo   |
| 1993      | Jornal Nacional      | Apresentadora eventual | Rede Globo   |
| 1994      | Incidente em Antares | Valentina Bins (Vic)   | Rede Globo   |
| 1994-1996 | GNT Fashion          | Apresentadora          | GNT          |
| 1999-2000 | A Casa É Sua         | Apresentadora          | RedeTV!      |

## Carreira Política
Em 22 de setembro de 2017, lançou pré-candidatura à Presidência da República. Em 12 de janeiro de 2018, anunciou filiação ao Partido da Mobilização Nacional (PMN). Em 21 de julho de 2018, o PMN decidiu, em sua convenção, não lançar nenhum candidato e nem fazer alianças. A presidência do partido informou que a baixa popularidade de Monteiro e a atual estrutura do partido influenciaram na decisão.
Em 23 de outubro de 2019, Valéria anunciou sua filiação no Partido Trabalhista Brasileiro (PTB), chegando a ser nomeada coordenadora estadual do PTB Meio Ambiente. Porém, dois meses depois, a jornalista anuncia sua desfiliação da sigla, alegando divergências com a presidente municipal do partido.
No dia 10 de fevereiro de 2020, filiou-se ao Partido Democrático Trabalhista (PDT) com intenções de disputar a Eleição municipal de Campinas em 2020 como prefeiturável. Porém, após alguns meses anunciou sua filiação na Rede Sustentabilidade (REDE), consolidando sua pré-candidatura. Valéria ficou candidata até setembro quando seu partido passou a apoiar André Von Zuben (Cidadania), ocupando o posto de candidata a vice-prefeita da chapa.A chapa terminou em 10º colocado com 6 667 votos.
Nas eleições de 2022, foi candidata a deputada federal pelo PSD em São Paulo, tendo um total de 1.225 votos e não sendo eleita.